# Матеуш Данелюк
Матеуш Данелюк (пол. Mateusz Danieluk; народився 17 квітня 1986, Ястшембе-Здруй) — польський хокеїст, нападник. Виступає за ГКС (Ястшембе) у Польській Екстралізі. 
Виступав за СМС II (Сосновець), СМС I (Сосновець), «Заглемб'є» (Сосновець).
У складі національної збірної Польщі провів 29 матчів (2 голи); учасник чемпіонатів світу 2009 (дивізіон I), 2010 (дивізіон I) і 2011 (дивізіон I). У складі молодіжної збірної Польщі учасник чемпіонатів світу 2005 (дивізіон I) і 2006 (дивізіон I). У складі юніорської збірної Польщі учасник чемпіонату світу 2004 (дивізіон I).